# Khirbet en-Nahas
 (mars 2022).
Pour les articles homonymes, voir Nahas.

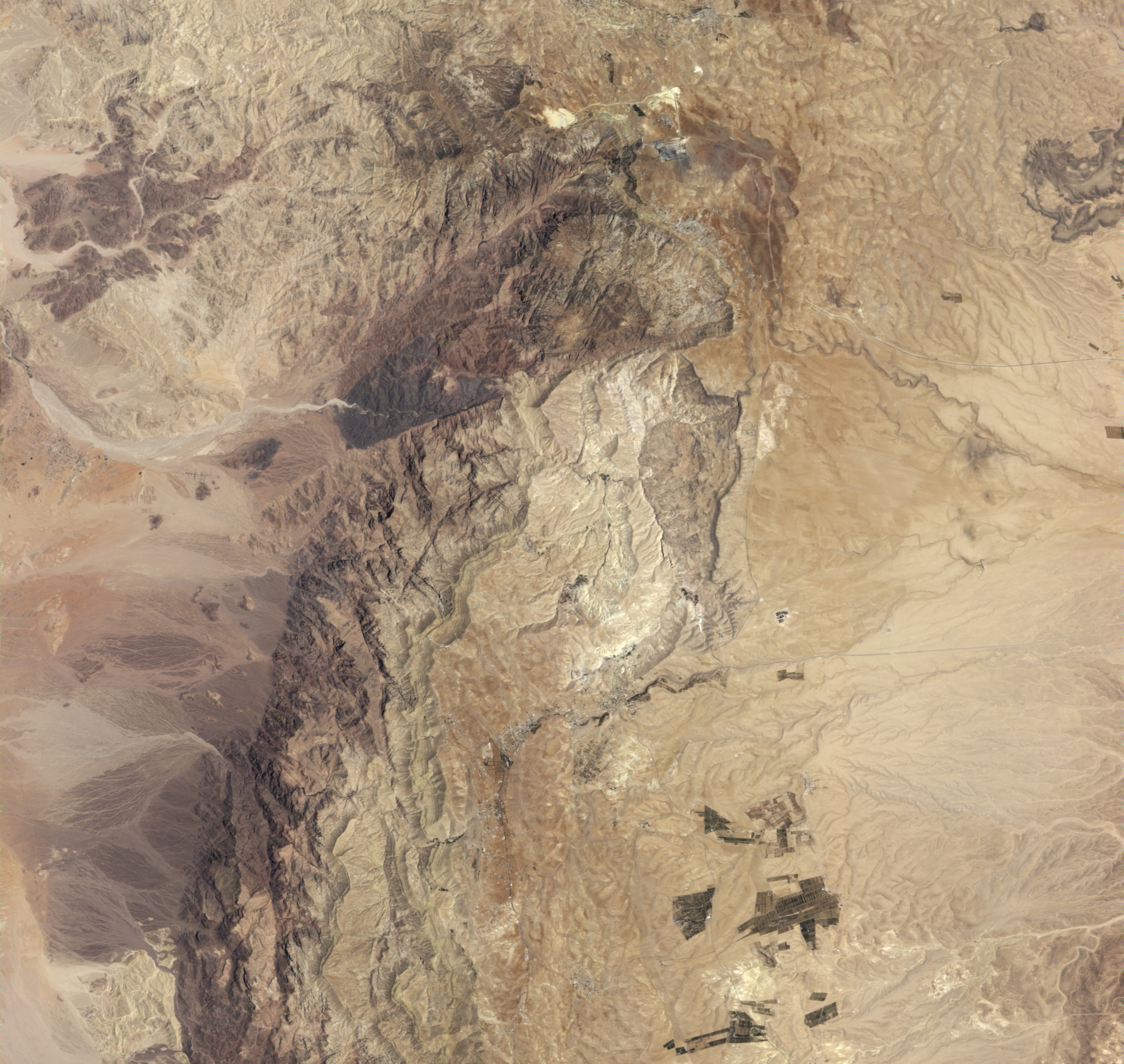
Des tas de scories noires définissent Khirbat en-Nahas sur cette image satellite.

Khirbet en-Nahas, également orthographié Khirbat en-Nahas, est l'un des plus grands sites d'extraction et de fusion de cuivre du monde antique, construit il y a environ 3 000 ans. Il est situé dans le Wadi Faynan, entre la mer Morte et le golfe d'Aqaba, aujourd'hui en Jordanie. Il existe des preuves d'une activité économique et politique sophistiquée dans la vallée il y a environ 3 000 ans et les archéologues pensent qu'elle pourrait être le site d'un premier État organisé.
L'archéologue Thomas Levy de l'Université de Californie à San Diego, dirige une fouille à Khirbat en-Nahas qui a découvert une ancienne exploitation minière de cuivre à une échelle qui, selon lui, n'a pu être organisée que par "un ancien État ou royaume".
C'est grâce aux outils en pierre assemblés sur le site de Khirbat en-Nahas que des recherches pour la compréhension de l'extraction et de la production de cuivre à l'âge du fer sont menées.